# Wright Model A

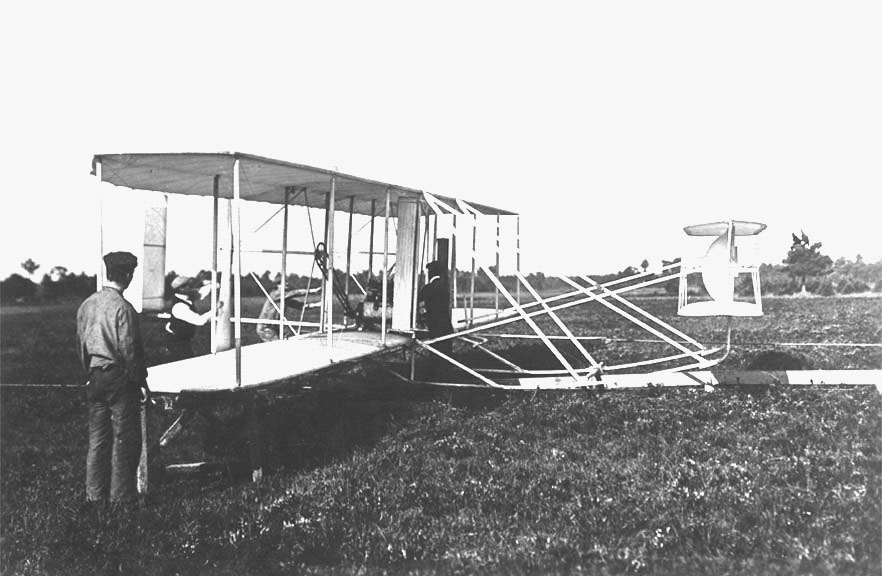
Das Flugzeug auf der Startschiene 1908 in Frankreich

Das Wright Model A ist ein Doppeldecker-Flugzeug der Brüder Wright. Es war das erste in Serie gefertigte Motorflugzeug und wurde von den Wrights erfolgreich vermarktet.

## Geschichte

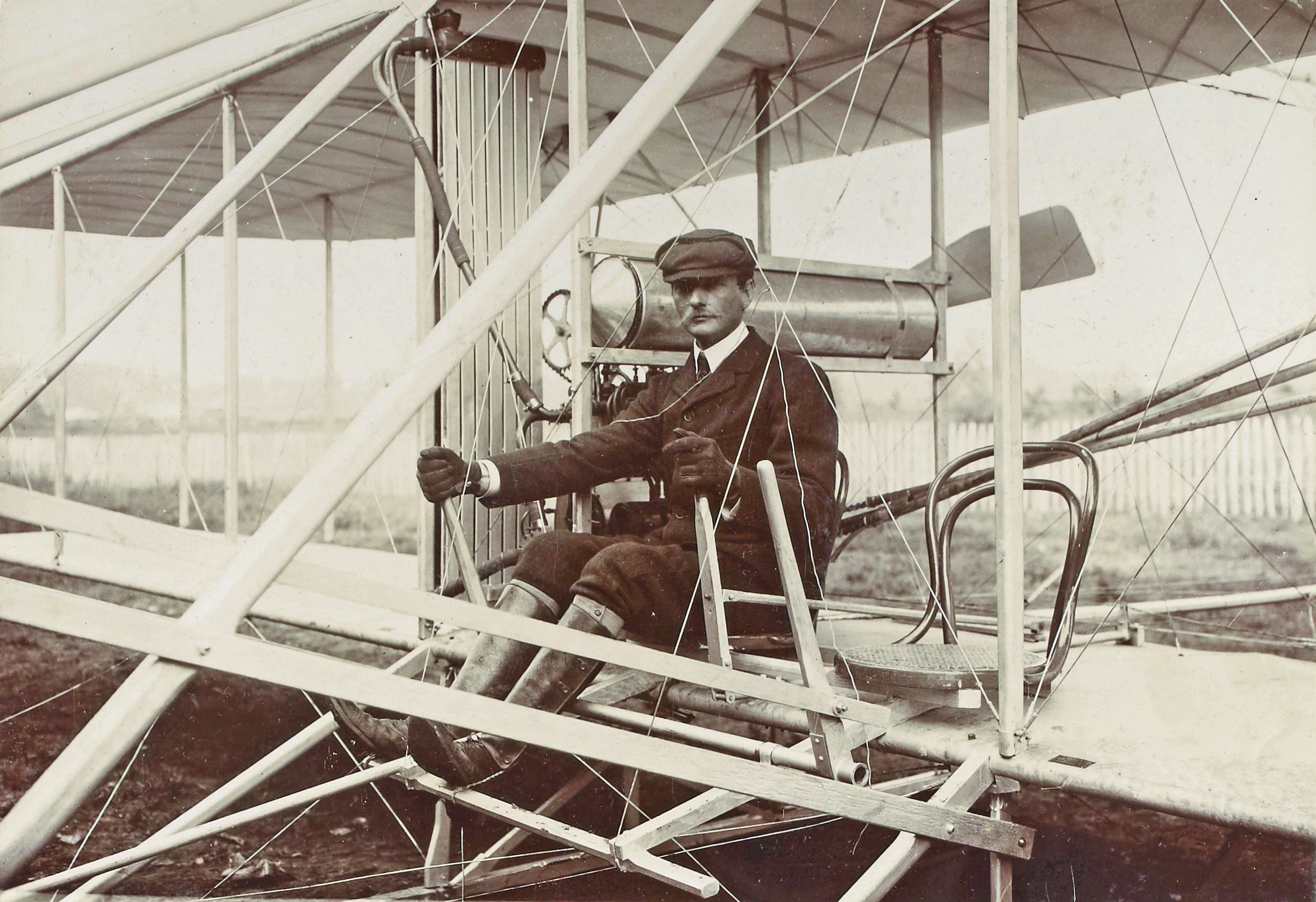
Das „Model A“ war der erste Entwurf der Brüder Wright mit Pilotensitz (Charles de Lambert 1909 in Paris an den Steuerhebeln)

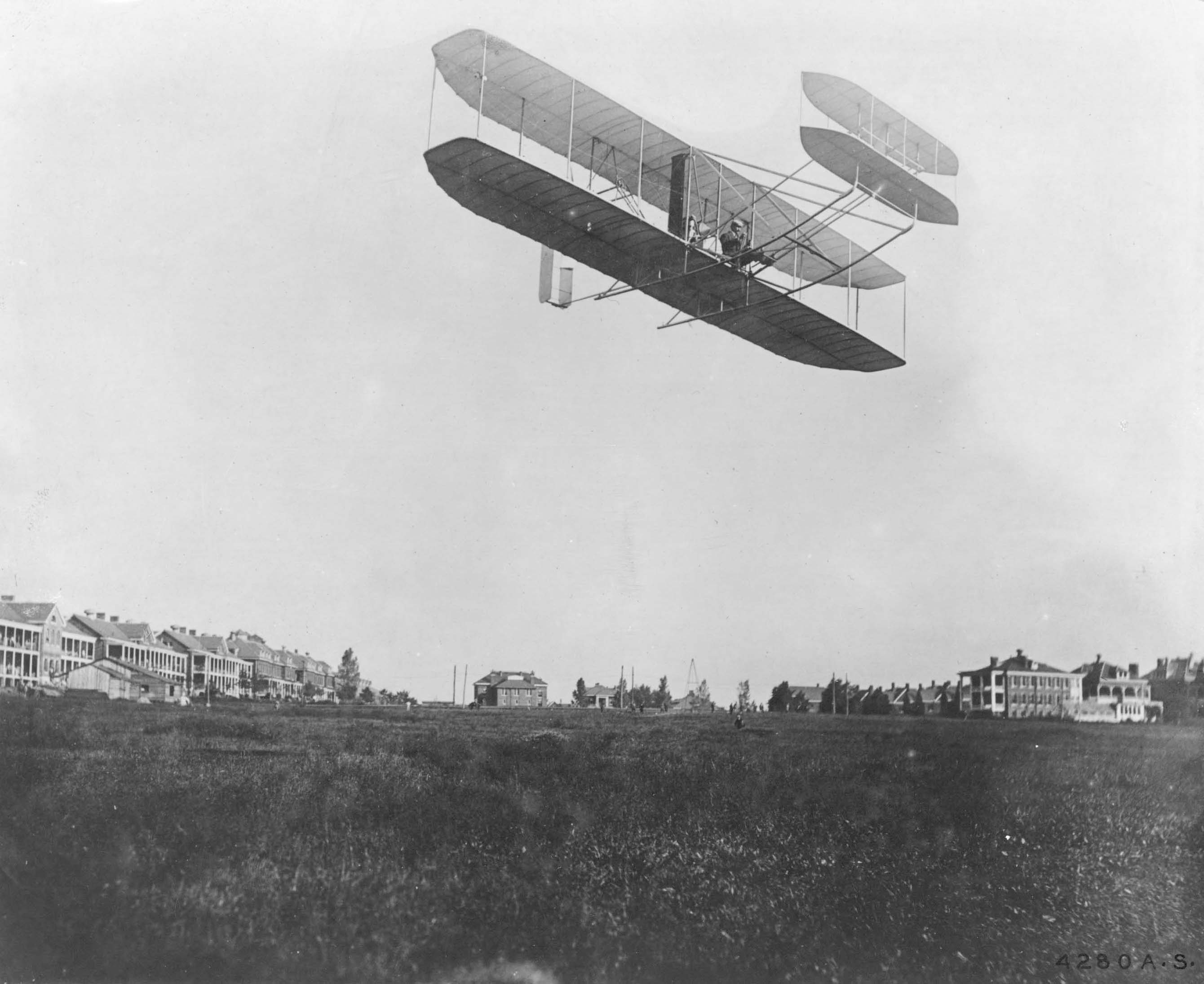
Orville Wright im September 1908 beim Flug mit dem „Model A“ in Fort Myer

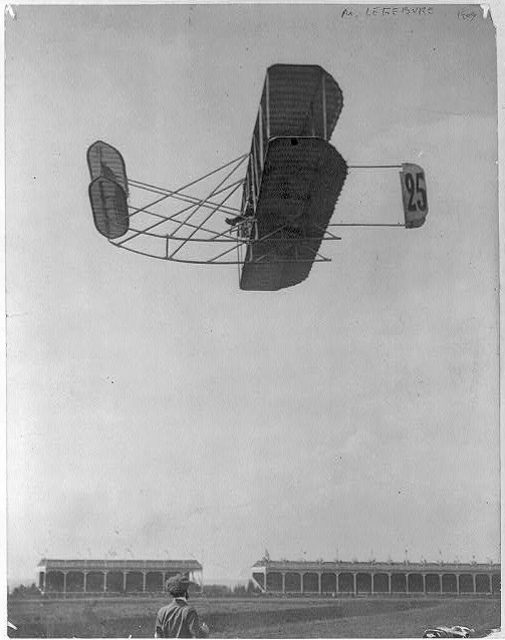
Model A 1909 in Reims, Frankreich, September 1909

Nach den erfolgreichen Flügen mit dem Flyer III im Jahr 1905 nutzten die Wrights die zweieinhalb Jahre bis zur Wiederaufnahme ihrer Flüge, um ihren Motor zu verbessern und Teile für die Serienfertigung ihres „Model A“, dem ersten Serien-Motorflugzeug, zu produzieren. Die Wrights bauten insgesamt sieben Maschinen selbst. Dazu kamen noch mindestens 22 Maschinen bei ihren Lizenznehmern in Frankreich und Deutschland. Die erste Serienmaschine flog Wilbur am 8. August 1908 auf der Rennstrecke Circuit de la Sarthe in Hunaudières nahe Le Mans in Frankreich.

## Konstruktion
Das Wright Model A war seinem Prototyp, dem Wright Flyer III von 1905, sehr ähnlich, aber es war länger, etwas schwerer und hatte einen leistungsstärkeren Motor. Wie beim Vorgänger handelte es sich um ein Flugzeug in Entenbauweise mit hinten liegendem Seitenruder. Zur Rollsteuerung wurde eine Flügelverwindung eingesetzt. Der wassergekühlte Vierzylinder-Motor eigener Produktion trieb über Ketten zwei Luftschrauben an. Gestartet wurde das Flugzeug auf einer Holzschiene unterstützt durch ein fallendes Gewicht, das über Umlenkrollen die Maschine beschleunigte. Das Landegestell bestand aus zwei Gleitkufen.
Der wichtigste Unterschied zum Flyer III von 1905 bestand in der Umgestaltung und Änderung der Bedienungshebel für die Steuerung, so dass der Pilot die Maschine sitzend steuern konnte. Neben dem Pilotensitz auf der Vorderkante der unteren Tragfläche war noch ein Platz für einen Passagier.

## Nutzung

### Europa
Wilbur führte das Flugzeug auf einer Europareise ab dem 8. August 1908 auf der Pferderennbahn in Hunaudières nahe Le Mans in Frankreich vor. Später begann er vertragsgemäß auf dem Truppenübungsplatz Anvours für seine Lizenznehmer Piloten auszubilden. Am 18. Dezember 1908 erreichte er dort über 100 m Höhe und eine Flugzeit von 2 Stunden und 20 Minuten, die Weltrekorde darstellten. Mit einem Fluggast konnte er am 31. Dezember 1908 eine Stunde und neun Minuten Flugzeit geltend machen und gewann so den mit 20.000 Francs dotierten Michelin-Preis.
Ab dem 3. Februar 1909 setzte er in Pau die Ausbildung von Piloten fort. Dort gelang es dem Franzosen Paul Tissandier am 20. Mai 1909, den Geschwindigkeitsweltrekord für Landflugzeuge von 54,81 km/h zu erringen. Während einer Vorführung in Italien im April 1909 flog ein Kameramann als Passagier mit, um erstmals von einem Flugzeug aus zu filmen (→ Wilbur Wright und seine Flugmaschine).
Im September und Oktober 1909 demonstrierte Orville Wright die Maschine in Berlin. Erstmals am 29. August 1909 wurde die Maschine auf dem Tempelhofer Feld vorgeführt. In Berlin-Johannisthal wurde die Flugmaschine Wright GmbH gegründet, die auch eine Flugschule betrieb.

### Amerika
In den USA wurde das Modell im September 1908 in Fort Myer, Virginia, von Orville zunächst erfolgreich vorgeführt. Am 9. September fand ein einstündiger Demonstrationsflug für die US Army statt. Am 9. September wurde der Wright Mechaniker Charlie Furnas als Passagier mitgenommen. 5 Tage später kam es dort zu einem Absturz aus 30 m Höhe, wobei der mitfliegende Offizier Thomas Selfridge zu Tode kam und Orville Wright sich eine komplizierte Schädelfraktur zuzog.
Die Bedingungen des US Army Signal Corps, das forderte, zwei Personen mit 40 mph (64,4 km/h) über eine Entfernung von 125 Meilen (201 km) zu transportieren, konnten 1909 erfüllt werden. Das Corps zahlte daraufhin 30.000 US-Dollar für das Flugzeug.

## Resonanz
Ab 1906 hatten europäische Luftfahrtexperten in der Öffentlichkeit Zweifel an den Leistungen der Wrights etabliert. Insbesondere die französische Presse bezeichnete sie als Täuscher. Ernest Archdeacon, der Gründer des Aéro-Club de France, verhöhnte die veröffentlichten Berichte über die Brüder Wright und schrieb 1906, dass „die Franzosen die ersten öffentlichen Motorflug-Vorführungen machen würden“.
1908, nach den ersten Flügen von Wilbur in Frankreich, gab Archdeacon öffentlich zu, dass er den Wrights Unrecht getan hatte. Der französische Flugpionier Léon Delagrange fasste die von ihm am 11. August 1908 beobachteten Flüge kurz zusammen: „Wir sind geschlagen!“ (französisch Nous sommes battus).

## Verbleib
Die 1909 vom Signal Corps angekaufte Maschine ist inzwischen weitestgehend renoviert im National Air and Space Museum in Washington, D.C. ausgestellt.
Die von Orville Wright 1909 in Berlin geflogene Maschine wurde dem Deutschen Museum überlassen, wo sie sich noch heute befindet.

## Technische Daten

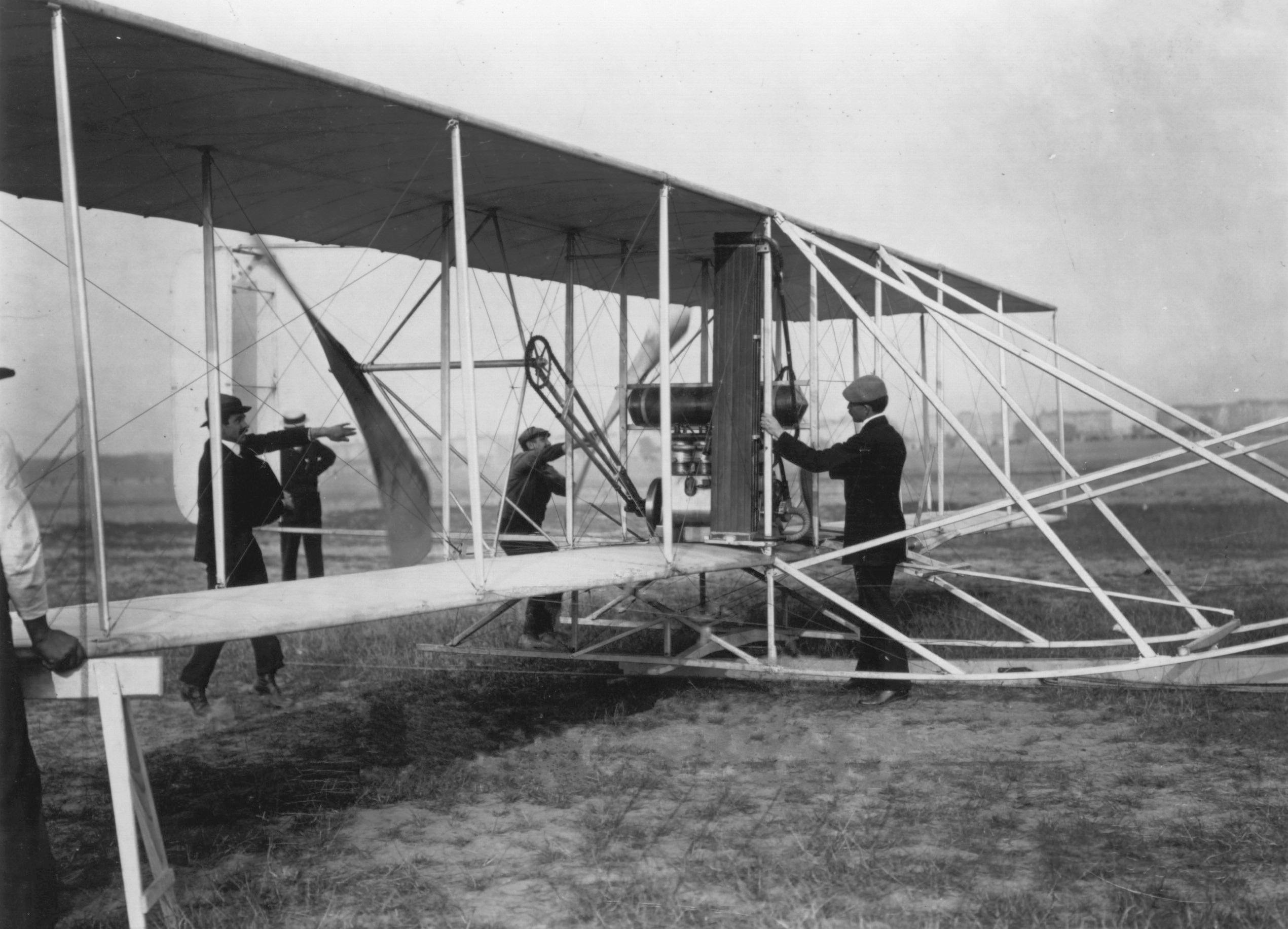
Orville Wright wirft 1909 auf dem Tempelhofer Feld den Motor seines Wright Model A an

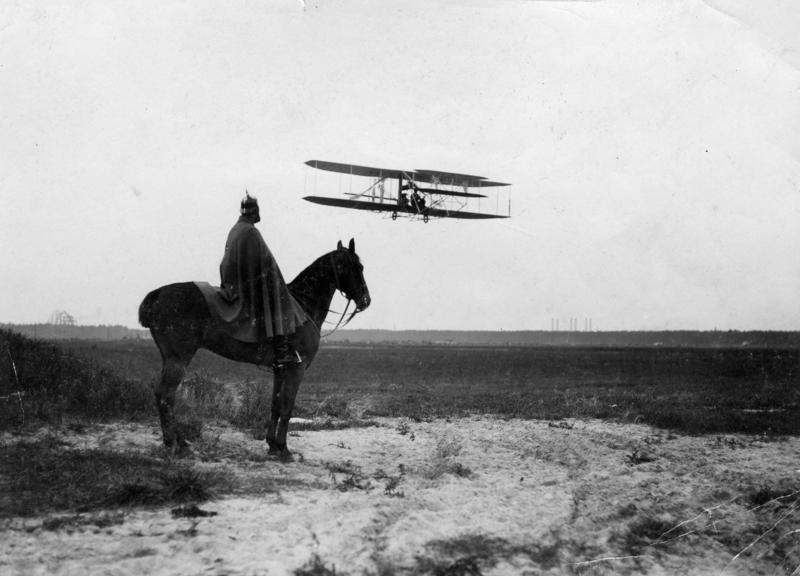
Paul Engelhard im Flug (Johannisthal bei Berlin, 12. August 1910)

| Kenngröße                           | Wright Flyer 1903 | Wright Flyer II 1904 | Wright Flyer III 1905 | Wright Model A 1908 |
| ----------------------------------- | ----------------- | -------------------- | --------------------- | ------------------- |
| Besatzung                           | 1 (liegend)       | 1 (liegend)          | 1 (liegend)           | 1 (sitzend)         |
| Passagiere                          | –                 | –                    | –                     | 1 (sitzend)         |
| Länge                               | 6,43 m            | 6,43 m               | 8,54 m                | 9,45 m              |
| Höhe                                | 2,7 m             | 2,7 m                | 2,7 m                 | 2,7 m               |
| Spannweite                          | 12,3 m            | 12,3 m               | 12,3 m                | 12,3 m              |
| Profiltiefe                         | 1,94 m            | 1,94 m               | 1,94 m                | 1,94 m              |
| Flügelfläche                        | 47,4 m²           | 47,4 m²              | 47,4 m²               | 47,4 m²             |
| Flügelstreckung                     | 6,4               | 6,4                  | 6,4                   | 6,4                 |
| Fläche der (Canard-)Höhenruder      | 4,46 m²           | 4,46 m²              | 7,7 m²                | 7,7 m²              |
| Fläche der Seitenruder              | 1,95 m²           | 1,95 m²              | 3,2 m²                | 3,2 m²              |
| Leermasse (ohne Pilot)              | 274 kg            | 354 kg               | 354 kg                | 363 kg              |
| max. Startmasse (mit Pilot)         | 341 kg            | 421 kg               | 421 kg                | 500 kg              |
| Höchstgeschwindigkeit               | 48 km/h           | 56 km/h              | 56 km/h               | 60 km/h             |
| Triebwerk (1 × Reihen-Vierzylinder) | 12 PS (8,9 kW)    | 16 PS (11,9 kW)      | 20 PS (14,9 kW)       | 31 PS (23,1 kW)     |
| Durchmesser der Luftschrauben       | 2,44 m            | 2,44 m               | 2,44 m                | 2,44 m              |